# Červená hora (Javoří hory)
Červená hora, (německy Roter Berg) je hora v hraničním hřebeni Javořích hor, východně od osady Janovičky. Vrchol hory se nachází na území ČR v katastu obce Šonov), asi 150 m od hranice mezi ČR a Polskem. Do Polska patří jen část svahů. Severně od hory se nachází tzv. Třípanský kámen, který historicky označoval průsečík hranic mezi Čechami, Kladskem a Slezskem.

## Hydrologie
Hora náleží do povodí Odry. Vody odvádějí přítoky Stěnavy, např. Svinský potok nebo Rožmitálský potok, východní polské svahy odvodňují přítoky potoka Otłuczyna, což je přítok řeky Bystrzyca a další přítoky řeky Bysztrzyca.

## Vegetace
Hora je převážně zalesněná, jen místy najdeme menší paseky. Často se jedná o smrkové monokultury, ale dochovaly se i plochy lesů smíšených nebo listnatých. Potenciální přirozenou vegetací jsou na většině míst hory horské bučiny, tedy bučiny s výskytem určitého množství přirozeného smrku ztepilého. Na strmých svazích rostou suťové lesy.

## Ochrana přírody
Česká část hory leží v CHKO Broumovsko